# Emma Planck
Emma Planck, fälschlicherweise auch Emma Plank (* 23. April 1837, wohl in Seehausen, Altmark, Provinz Brandenburg; † 5. Januar 1923 in Rom), war eine deutsche Malerin und Fotografin. Neben Emilie Bieber zählt sie zu den ersten Berufsfotografinnen Deutschlands.

## Leben

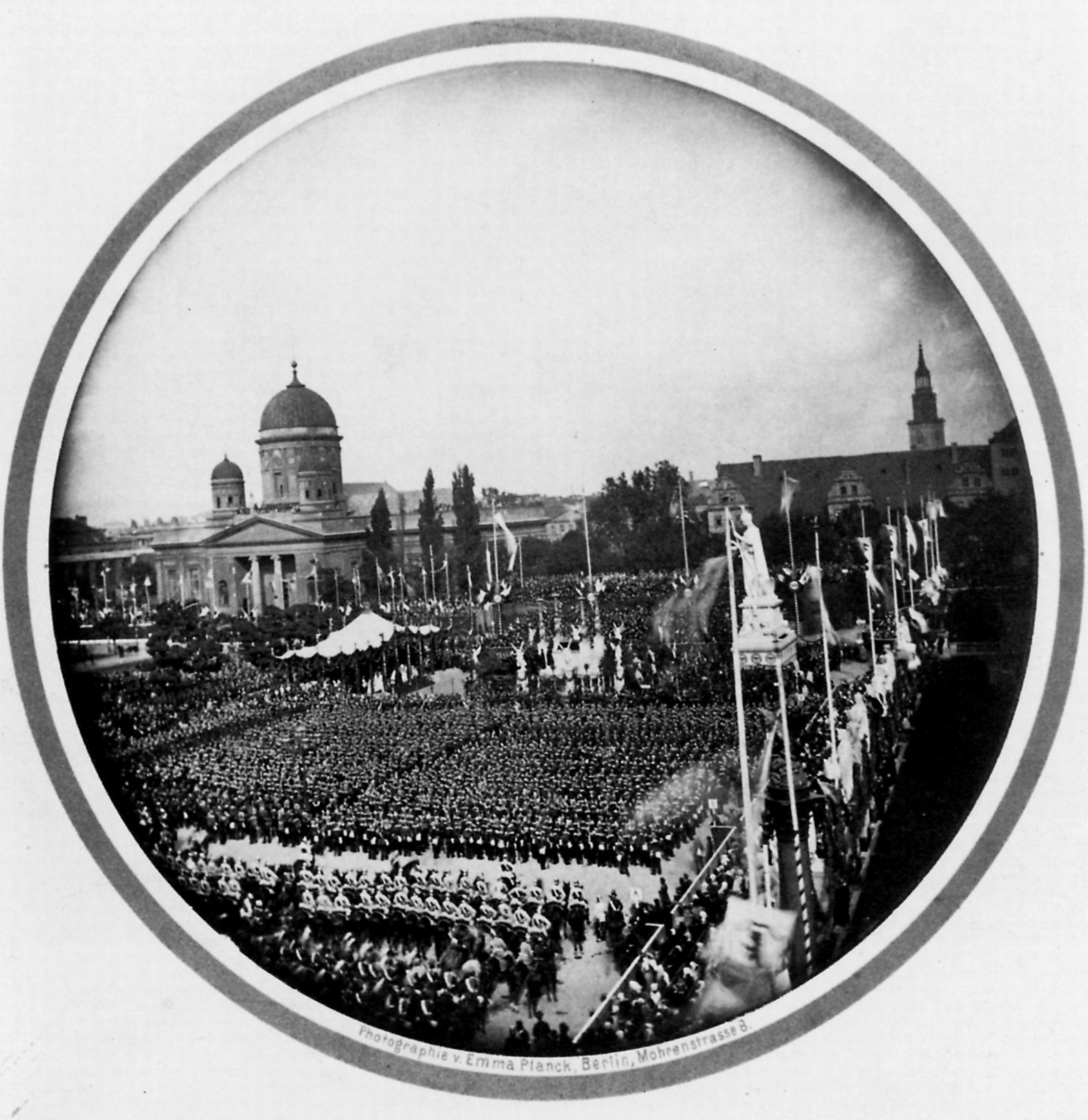
Siegesfeier der Preußischen Truppen vor dem Alten Dom, Berlin 1871, Fotografie von Emma Planck

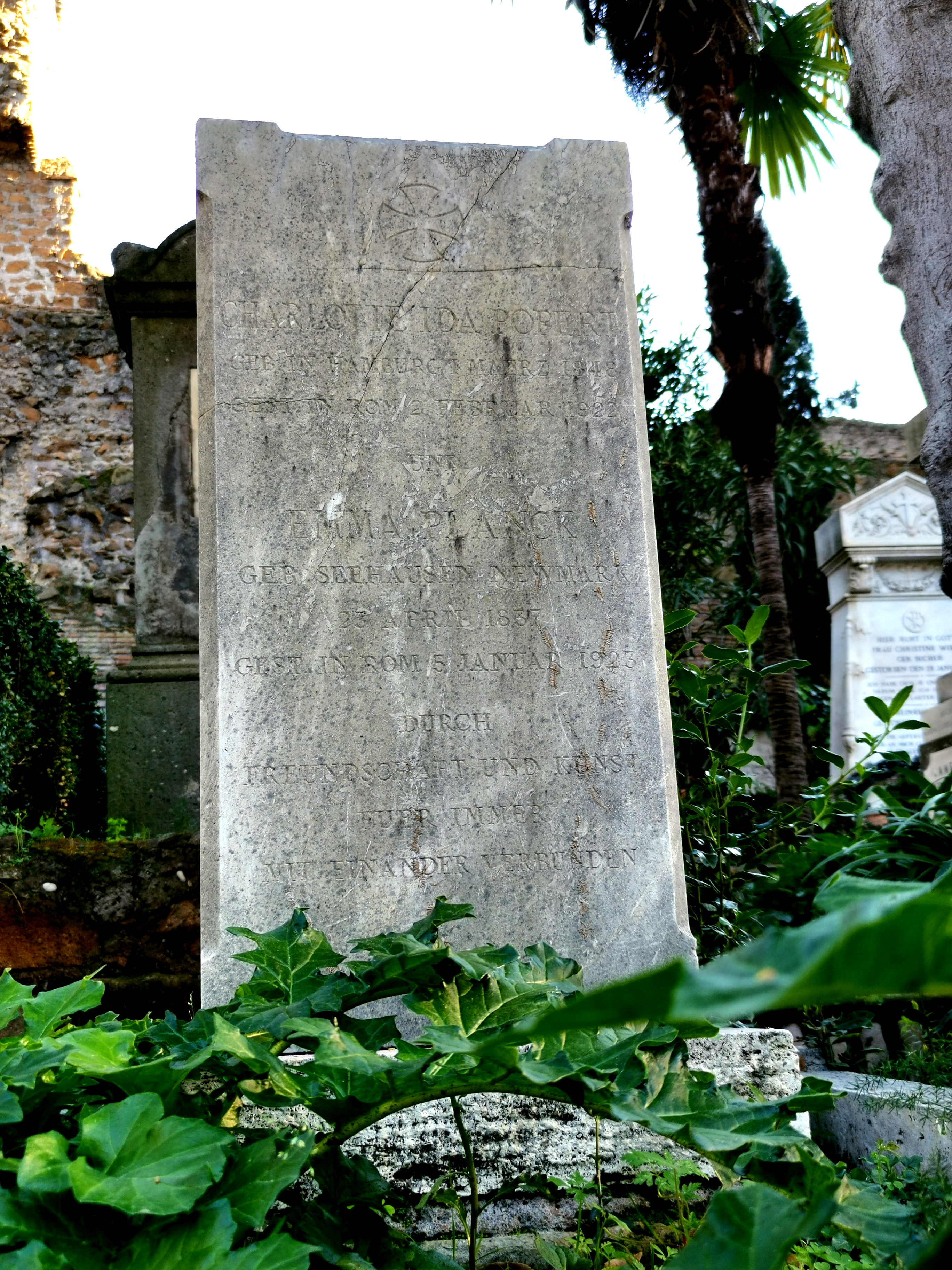
Plancks Grab auf dem Nichtkatholischen (Protestantischen) Friedhof Rom

Nach eigenen Angaben bildete sich Planck als Autodidaktin in der Fotografie aus. In Berlin, in der Leipziger Straße 31, später in der Mohrenstraße 8, betrieb sie – ab 1866 zusammen mit Maria Gubitz – ein Fotoatelier, das ihr bescheidene Einkünfte sicherte. Als Mitglied des Vereins zur Förderung höherer Bildung und Erwerbsfähigkeit des weiblichen Geschlechts empfahl sie sich dessen Gründer Wilhelm Adolf Lette für die Ausbildung von Fotografinnen, woraufhin dieser Verein ihr ab 1866 Schülerinnen zur Ausbildung schickte.
Ab 1870 wohnte Emma Planck in der Via Avignonesi 70 in Rom. An der Rheinisch-Westfälischen Industrie- und Gewerbeausstellung 1880 in Düsseldorf, wo sie Mitte der 1880er Jahre neben Laura Lasinsky als eine von zwei Berufsfotografinnen ansässig war, beteiligte sie sich mit „Photographische[n] Studien nach der Natur“ und erhielt dafür eine silberne Ausstellungsmedaille.
In Rom zählten die Malerinnen Charlotte Popert und Helene Richter zu ihren Freundinnen. Über ihr Leben in Rom und ein Kinderporträt ihrer Freundin Helene Richter schrieb Planck 1874 in einem Beitrag für die Zeitschrift Die Gartenlaube. Die Malerin Sabine Lepsius, die Emma Planck um die Jahrhundertwende in einem römischen Atelierhaus begegnete, beschrieb die Künstlerin als „als höchst originelle, hinkende Alte (…), eine Gestalt, wie sie sich nur in Rom erhalten konnte. Sie tat von Zeit zu Zeit geistvolle Aussprüche, rauchte von früh bis spät Zigaretten und war schrecklich unordentlich.“ 1907 feierte die deutsche Künstlerkolonie in Rom ihren 70. Geburtstag festlich.
Ihre Grabstätte liegt auf dem Protestantischen Friedhof von Rom (Grabstelle 1392). Diese teilt sie mit ihrer Freundin Charlotte Popert.